# Leproseria

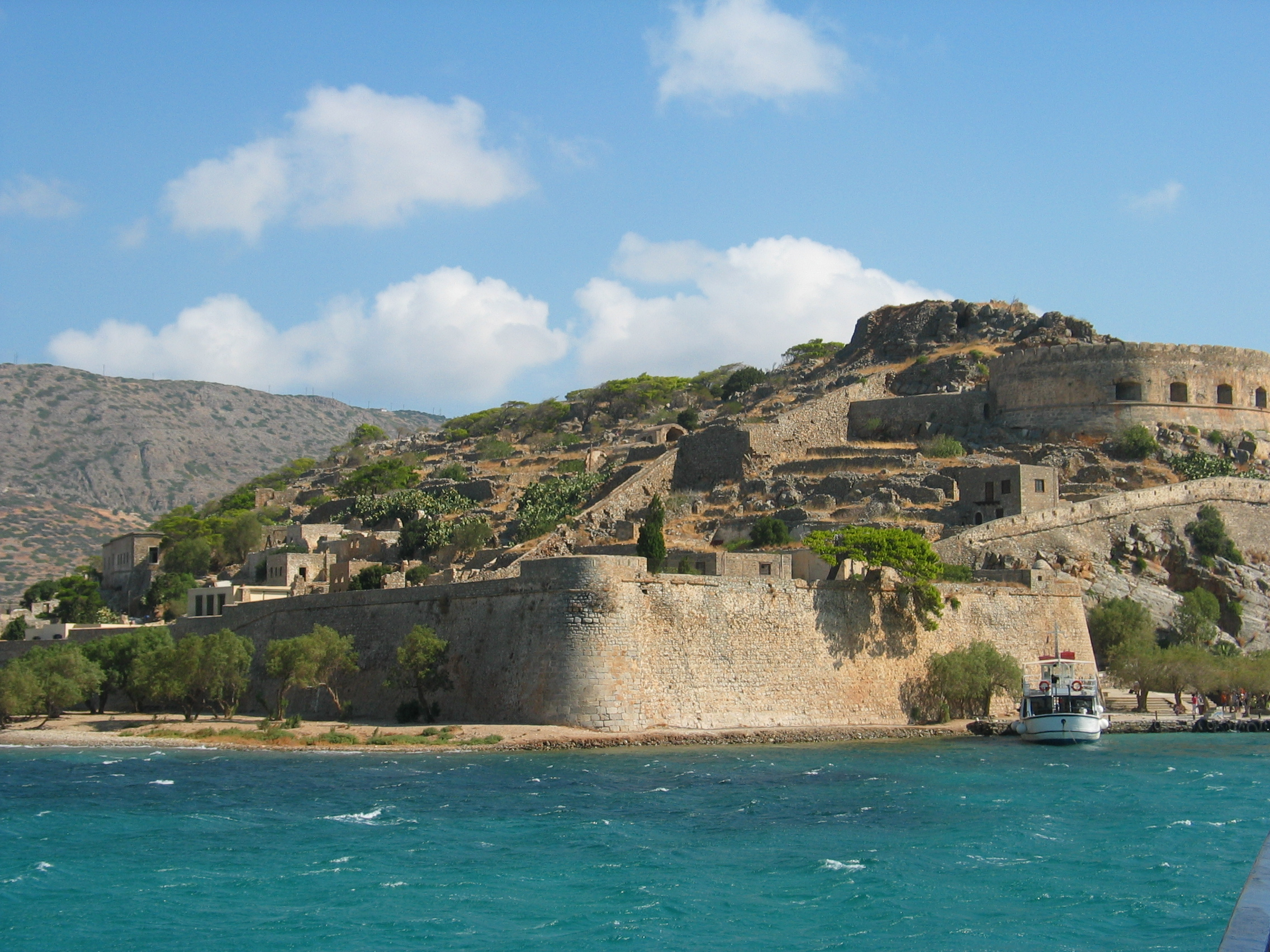
Spinalonga a Creta, Grècia, una de les últimes colònies de lepra d'Europa, va tancar el 1957.

Una leproseria (també: colònia de leprosos, llatzeret o casa de llàtzer) era històricament un lloc per aïllar les persones amb lepra (malaltia de Hansen). El terme llatzeret, que deriva del personatge bíblic Llàtzer de Betània, pot referir-se a llocs d'aïllament, que en algun moment també van ser «colònies», o llocs on vivien o s'hi enviaven els leprosos. Molts dels primers llatzerets eren dirigits per cases monàstiques cristianes. Hi ha hospitals de leprosos arreu del món per tractar els afectats de lepra, especialment a l'Àfrica, el Brasil, la Xina i l'Índia.)

## Antecedents
Des de l'antiguitat els legisladors i els governants s'han preocupat d'evitar el contagi de la lepra mitjançant l'expulsió o reclusió de les persones que pateixen aquesta malaltia. Els llibres de Moisès contenen ja una sèrie de disposicions contra aquella malaltia, donant senyals per conèixer-la i allunyar els qui n'estiguessin atacats. Els sacerdots, als quals es confiava aquesta missió d'higiene pública, havien d'examinar els qui s'assenyalava com a leprosos, i una vegada declarada i reconeguda la malaltia, el pacient era expulsat del camp. Llavors romania en segrest fins a nou examen, amb el cap descobert i el cap tapat amb un vel perquè ningú pogués acostar-se a ell. Si guaria tornaven a admetre'l, després d'una ofrena en sacrifici expiatori, però si no guaria, la pena de segrest era perpètua. Pel que fa als vestits de llana o de lli, que es creien capaços de transmetre la infecció, s'examinaven i purificaven o cremaven, segons els casos.
Les cases dels leprosos havien de ser objecte de diverses reparacions, i encara en certs casos eren demolides. Contra la lepra com a malaltia no es coneixia cap tractament al poble israelià. Entre els xinesos, indostànics i perses es troben així mateix diversos exemples de mesures contra els leprosos, sia allunyant-los, sia segrestant-los. Ddiversos historiadors, com ara Tàcit, Justí o Manetó, han afirmat que els faraons van expulsar els hebreus d'Egipte per creure'ls portadors de la lepra.
La lepra era ja coneguda a Grècia, on es va introduir sobretot després de les conquestes d'Alexandre, i hi havia localitats el nom de les quals recordava la terrible malaltia. Pausànies esmenta a l'Èlida el poble de Lèpreon, anomenat així per la lepra que hi havia regnat.
Els gals edificaven temples a les divinitats malèfiques de la lepra, esmentant-se el de Leprosus, en temps de Septimi Sever, al país avui anomenat Berric. A Itàlia, encara que la lepra apareix ja citada per Plini i per Cels, no sembla que fos comú. El rei llombard Rotari va ordenar el segrest i relegació dels leprosos, i el mateix van fer Carlemany i Pipí el Breu per tallar els progressos de la malaltia importada de Síria pels sarraïns. Les lleis franques desposseïen dels seus béns els leprosos i els declaraven morts civilment, sense deixar-los cap altre recurs que el de la caritat pública. La pietat cristiana en recollir aquests infeliços els va col·locar sota l'advocació de Sant Llàtzer, i d'aquí el nom de llatzerets que es va donar i segueix donant-se en algunes parts a les leproseries. Sant Epifani esmenta ja l'existència a Sebasta de Cesarea d'hospitals on s'admetien els leprosos. No obstant això, la primera leproseria, és a dir, destinada únicament a cura de leprosos, no va aparèixer esmentada fins al 460, a Saint-Oyen. El 570 apareix una altra a Chalon-sur-Saône, el 571 una altra a Charolais i el 654 una altra a Verdun.
A partir del segle viii es multipliquen les leproseries, i s'organitzen sota la direcció de Nicolás de Corbie França, i d'abat Otmar a Alemanya. Durant els segles IX i X, amb la difusió creixent de la lepra, no hi va haver població d'alguna importància que no tingués la seva leproseria. L'historiador Maturiono Paris avaluava en 19.000 el seu número per a tota la cristiandat, ja d'ordres religioses. Eren les leproseries de fundació reial o senyorial, i de vegades comunal o eclesiàstica, sia de capítols, sia d'ordres religioses. El 1048 el pontífex Damas II va fundar una congregació destinada a la cura dels leprosos. Va ser nomenada de Sant Llàtzer o Sant Martí de Jerusalem i unida després a les ordres militars del Carmel i de Sant Maurici. Fins al 1235 el seu gran mestre deia ser precisament un leprós. L'ordre de Sant Llàtzer va servir en gran manera, durant les Croades, i així va acompanyar en particular les de sant Lluís.

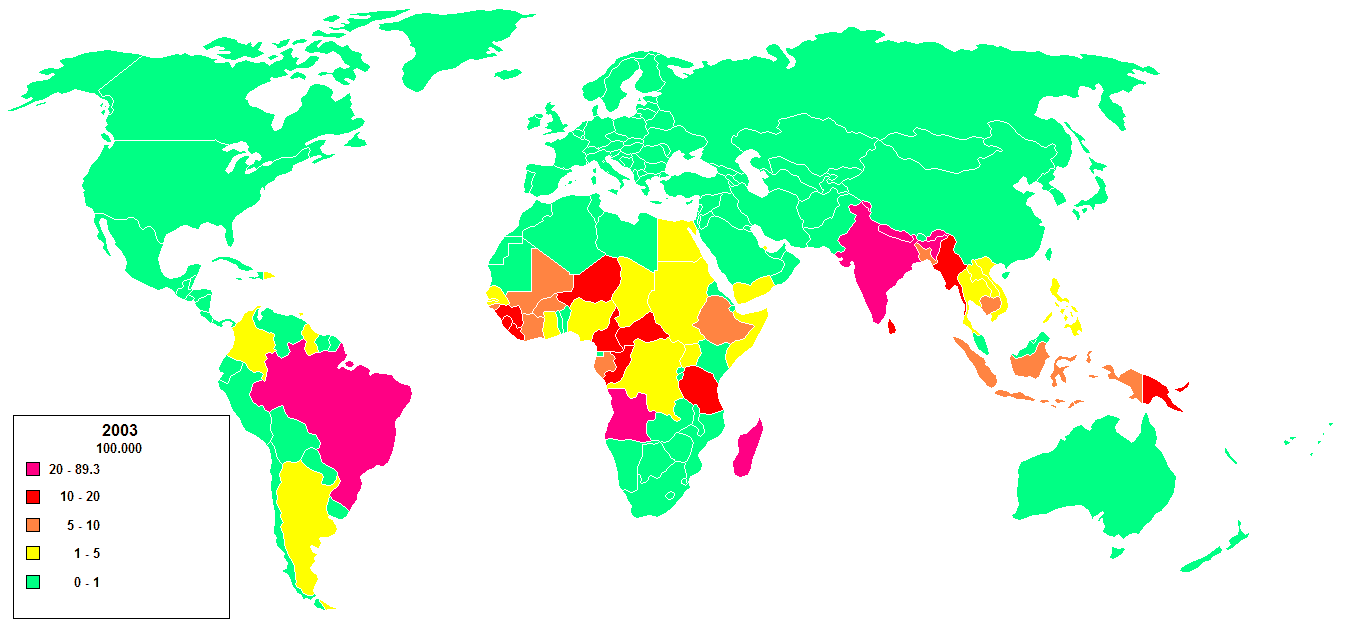
Distribució dels països amb lepra l'any 2003

A Espanya, el primer hospital de leprosos va ser fundat a Palència el 1067, segons la tradició, per Rodrigo Díaz de Vivar. En 1477 els reis catòlics van ordenar la creació dels alcaldes de la lepra, que tenien al seu càrrec vigilar i recollir els leprosos. Ja en 1284, i durant el regnat de Sanç IV de Castella el Bravo, es va ordenar el segrest dels malatos o gafos (leprosos) perquè no encomanessin la malaltia als sans, recordant a aquest propòsit una disposició igual de don Alfons X el Savi.
La malaltia feia estralls, especialment al nord d'Espanya, i, per tant, s'hi van haver de crear les primeres leproseries. A Aragó i València es troben també leproseries a l'Edat Mitjana, i la de Barcelona adscrita des de la seva fundació a l'hospital de la ciutat comtal. A Catalunya s'anomenaven cugús i masconfes els leprosos, i les lleis castigaven severament els qui així motejaven un home sa. Les leproseries van ser al principi barracons immunds; però després, gràcies a les dotacions que algunes van rebre, va millorar. Encara que els leprosos rebien cures i assistència, mancaven, però, de tota intervenció mèdica, atès que es considerava la malaltia com a incurable.

## Funcionament
Les leproseries es componien en general d'un cos d'edifici, situat força lluny de qualsevol lloc habitat, amb capella i cementiri adjunts. Darrere de l'habitació principal hi havia un pati i un pou beneït. Els malalts que successivament entraven i no cabien a l'edifici, s'allotjaven en barracons que s'anaven construint, emmurallant-se el conjunt d'edificacions destinades als leprosos. Cadascuna d'aquestes casetes disposava d'un hort reduït que cultivava el mateix leprós. Estava vedat a tothom, excepció dels dies de Pasqua, l'accés a la leproseria. Durant el diumenge se situaven els leprosos a prop del camí i cridaven l'atenció als vianants per mitjà de campanetes, implorant així la caritat pública.
La cura dels leprosos es confiava a religioses i religiosos que portaven la mateixa vestidura que aquells i amb un tros de drap vermell per fer-se conèixer del poble. A més de l'agricultura, es permetia als leprosos la ramaderia, però només per tenir carn amb destinació al seu propi consum, trobant-se severament prohibida la venda d'aquella als carnissers de la vila. Sovint van estar ben dotades les leproseries, atorgant-los els reis el privilegi de terres franques i fent-los donacions de blat i de vi, a més de deixar-los molts llegats per testament. No faltaven leproseries per a gent rica i acomodada.
Els leprosos no sols rebien comptes de gestió dels seus béns, sinó que tenien dret a oposar-se a l'admissió d'altres leprosos si no es conformaven amb els usos de la casa sota jurament. Un reglament especial fixava l'alimentació, el vestit i els diners destinats a cada malalt. Les infraccions es castigaven, ja amb el règim de pa i aigua, ja amb una severa reclusió ja amb l'expulsió, que era tant com condemnar el malalt a morir de gana.
És fa difícil saber si realment eren leprosos tots els reclosos a les leproseries, i és fàcil que hi hagués malalts que no ho eren atès el que era rudimentari dels coneixements dermatològics d'aquella època. De fet, a lepra s'ha confós successivament amb la sarna, la dermatofitosi, la tuberculosi, la sífilis, la psoriasi i el vitiligen. Tampoc falten simuladors que es presenten com a leprosos per viure a la folgança i persones caritatives que acudien a aquell subterfugi per socórrer els desgraciats malalts.
No faltaven tampoc queixes sobre famílies interessades a fer passar per leprós algun dels seus individus per segrestar-lo i apoderar-se dels seus béns. La cosa era tant més fàcil quant l'examen dels malalts per entrar a les leproseries era únicament empíric i a cura dels religiosos assistents. Les proves a que se sotmetien els presumptes malalts variaven segons les localitats i eren generalment fantàstiques. El cirurgià espanyol Juan Fragoso, a la seva Cirugia Universal, dona regles per reconèixer la lepra, però junt a algunes molt certes, hi ha altres absurdes. Sigui com vulgui, i una vegada l'oficial diocesà pronunciava des del púlpit la declaració de lepra tocant a un subjecte, aquest quedava ipso facto segrestat de la societat dels seus semblants. El diumenge següent, el sacerdot l'esperava a la porta de l'església on s'havia de trobar el leprós vestit de negre, i després de ruixar-lo amb aigua beneïda celebrava una missa de l'Esperit Sant pro infirmis. Després de la missa, el leprós era conduït en processó fins a la leproseria, i a la cabanya que se li destinava es tirava terra del cementiri veí pronunciant les solemnes paraules: «Sis mortuus mon, vicus iterum Dei.»
Es lliurava llavors al leprós una campaneta, uns guants i una cistella i es llegien diverses prohibicions. Aquestes eren molt rigoroses, com no tocar res sinó amb bastó, no menjar ni beure sinó en companyia d'altres leprosos, no parlar als qui li preguntessin per evitar infectar-los amb l'alè, no passar per camins estrets per no fregar amb persones sanes. Com es veu, el segrest dels leprosos no era absolut, sinó que mitjançant certes restriccions es podien comunicar amb els altres.
Els nens nascuts de leprosos eren batejats en pila baptismal a part. Algunes lleis angleses privaven del dret d'heretar els fills de leprosos, i alguns costums jurídics francesos només els reservaven l'usdefruit. La barbàrie de l'època es revelava en algunes disposicions, com la que manava cremar viva la dona leprosa que es fes embarassada després del segrest. El matrimoni dels leprosos s'anul·lava en alguns països.
Amb el temps el flagell de la lepra va anar disminuint i les leproseries van veure disminuir el nombre dels seus habitants potser per haver-se estudiat millor aquella malaltia i no englobar sota el seu nom tantes diverses afeccions de la pell. Sigui com vulgui, les leproseries continuaven ben dotades i llavors no van trigar a néixer abusos com el de fingir-se leprosos una multitud de captaires i ganduls per ser asilats sense treballar.
Diferents països van acunyar monedes amb finalitats profilàctiques des de principis del segle XX per a l'ús exclusiu dels leprosaris ubicats en el seu territori.

## Actualitat
En l'actualitat la leproseria és un verdader hospital proveït de diversos serveis auxiliars propis d'una clínica dermatològica. La lepra és una malaltia oblidada que persisteix en algunes regions del món, especialment a Amèrica i al sud-est asiàtic. Cada any encara se'n diagnostiquen més de 200.000 casos al món.